# Пітер Пол Дагган
Пітер Пол Дагган (англ. Peter Paul Duggan; ?, Дублін — 1861, Париж) — американський художник ірландського походження.

## Біографія
Народився у столиці Ірландії — Дубліні. Дата народження невідома, до Америки приїхав 1810 року в дуже юному віці.
Невідомо, чим займався Пітер і де почав навчатися малювання й живопису. Перша згадка про нього зустрічається, коли він навчався в класах античного живопису в 1842 році. Навчання закінчив у 1845 році, потім навчався скульптури й з 1847 року став відомий як художник і скульптор.

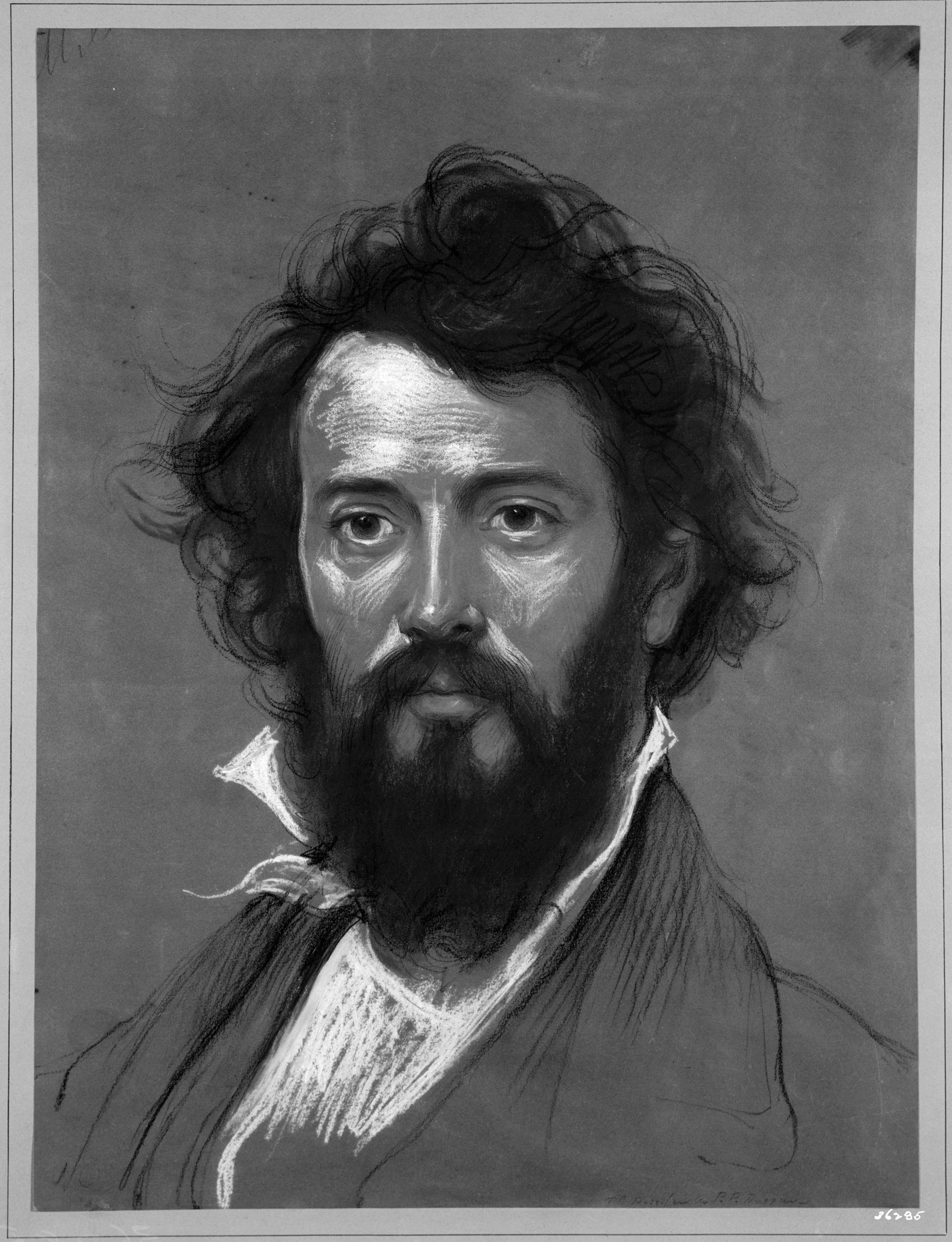
Пітер Пол Дагган. Портрет Томаса Россітера

Спочатку працював деревним вугіллям і олівцем. Однією з перших його відомих робіт був чорно-білий малюнок — портрет американського художника Томаса Россітера. Виставлявся у Національній академії дизайну і American Art-Union. Писав картини на релігійні та історичні теми. Також він пробував свої сили в скульптурі на античні теми. Працював викладачем малювання вFree Academy of New York (зараз — Сіті Коледж), поки не захворів на туберкульоз. У 1848—1849 роках здійснив короткий візит до Вест-Індію.
У 1851 році він відвідав Лондон. Його хвороба почала прогресувати і стала заважати роботі. Дагган вирішив переїхати до Лондона, щоб бути поруч з сестрою і двома братами, один з яких, Джозеф (англ. Joseph L. Duggan), був композитором. Після деякого поліпшення здоров'я Пітер зміг відновити роботу. Навесні 1861 року він їде в Париж, де мав намір провести багато часу, але пробув там тільки до середини жовтня — він помер 15 жовтня 1861 року.
У 1862 році в Національній академії дизайну відбулася меморіальна виставка художника.